# Lina Andersson
Lina Marie Andersson (Gällivare, 18 maart 1981) is een Zweedse langlaufster. Ze vertegenwoordigde haar vaderland op de Olympische Winterspelen 2002 in Salt Lake City, Verenigde Staten en op de Olympische Winterspelen 2006 in Turijn, Italië.

## Carrière
Andersson maakte in november 1998 in het Finse Muonio haar wereldbekerdebuut, een jaar later scoorde ze in Kiruna haar eerste wereldbekerpunten. In februari 2000 finishte de Zweedse in Stockholm voor de eerste maal in haar carrière in de toptien van een wereldbekerwedstrijd. Op de wereldkampioenschappen langlaufen 2001 in Lahti eindigde Andersson als zevenentwintigste op de 15 kilometer klassiek, enkele weken later eindigde ze voor de eerste maal in een wereldbekerwedstrijd op het podium. Tijdens de Olympische Winterspelen van 2002 in Salt Lake City eindigde Andersson als zestiende op de 10 kilometer klassiek, als achtentwintigste op de sprint en als negenendertigste op de 10 kilometer achtervolging. Samen met Elin Ek, Jenny Olsson en Anna Dahlberg eindigde ze als twaalfde op de 4x5 kilometer estafette. In Val di Fiemme nam de Zweedse deel aan de wereldkampioenschappen langlaufen 2003. Op dit toernooi eindigde ze als eenentwintigste op de 10 kilometer klassiek, als vierentwintigste op de sprint en als zevenentwintigste op de 15 kilometer klassiek. Op de 4x5 kilometer estafette eindigde ze samen met Elin Ek, Jenny Olsson en Anna Dahlberg op de zesde plaats. Op de wereldkampioenschappen langlaufen 2005 in Oberstdorf veroverde Andersson de zilveren medaille op de sprint, samen met Maria Rydqvist, Elin Ek en Anna Dahlberg eindigde ze als achtste op de estafette. Enkele weken na de wereldkampioenschappen boekte de Zweedse in Lahti haar eerste wereldbekerzege, tien maanden later stond ze in Otepää nogmaals op de hoogste trede. Tijdens de Olympische Winterspelen van 2006 in Turijn eindigde Andersson als elfde op de sprint en als drieëndertigste op de 10 kilometer klassiek, samen met Anna Dahlberg veroverde ze de gouden medaille op het onderdeel teamsprint. In Sapporo, Japan nam de Zweedse deel aan de wereldkampioenschappen langlaufen 2007, op dit toernooi eindigde ze als zesde op de sprint en als tweeënveertigste op de 10 kilometer vrije stijl. Op de teamsprint eindigde ze samen met Britta Norgren op de vierde plaats, samen met Anna Dahlberg, Charlotte Kalla en Britta Norgren eindigde ze als vierde op de estafette. Op de wereldkampioenschappen langlaufen 2009 eindigde Andersson als veertiende op de 10 kilometer klassiek. Samen met Anna Olsson legde ze beslag op de zilveren medaille op het onderdeel teamsprint, op de 4x5 kilometer estafette sleepte ze samen met Britta Norgren, Anna Haag en Charlotte Kalla de bronzen medaille in de wacht. Vanwege een infectieziekte moest de Zweedse de Olympische Winterspelen 2010 in Vancouver afzeggen.

## Resultaten

### Olympische Spelen
| Jaar | Plaats         | Resultaten |
| ---- | -------------- | --- |
| 2002 | Salt Lake City | 16e 10 km (klassieke stijl) 28e Sprint (vrije stijl) 39e 10 km achtervolging 12e 4x5 km estafette               |
| 2006 | Turijn         | 11e Sprint (vrije stijl) · 33e 10 km (klassieke stijl) · DNF 30 km (vrije stijl) · Teamsprint (klassieke stijl) |

### Wereldkampioenschappen
| Jaar | Plaats        | Resultaten                                                                                           |
| ---- | ------------- | --- |
| 2001 | Lahti         | 27e 15 km (klassieke stijl)                                                                          |
| 2003 | Val di Fiemme | 21e 10 km (klassieke stijl) 24e Sprint (vrije stijl) 27e 15 km (klassieke stijl) 6e 4x5 km estafette |
| 2005 | Oberstdorf    | Sprint (klassieke stijl) · 8e 4x5 km estafette                                                       |
| 2007 | Sapporo       | 6e Sprint (klassieke stijl) 42e 10 km (vrije stijl) 4e teamsprint (vrije stijl) 4e 4x5 km estafette  |
| 2009 | Liberec       | 14e 10 km (klassieke stijl) · teamsprint (klassieke stijl) · 4x5 km estafette                        |

### Wereldbeker

#### Eindklasseringen
| Seizoen   | Plaats | Punten |
| --------- | ------ | ------ |
| 1999/2000 | 37e    | 83     |
| 2000/2001 | 41e    | 85     |
| 2001/2002 | 15e    | 290    |
| 2002/2003 | 53e    | 53     |
| 2003/2004 | 68e    | 27     |
| 2004/2005 | 15e    | 261    |
| 2005/2006 | 15e    | 365    |
| 2006/2007 | 20e    | 272    |
| 2007/2008 | 45e    | 79     |
| 2008/2009 | 29e    | 226    |

#### Wereldbekerzeges
| Datum          | Plaats | Onderdeel                |
| -------------- | ------ | ------------------------ |
| 5 maart 2005   | Lahti  | Sprint (klassieke stijl) |
| 8 januari 2006 | Otepää | Sprint (klassieke stijl) |